# Portunus vossi
Portunus vossi är en kräftdjursart som beskrevs av Rafael Lemaitre 1992. Portunus vossi ingår i släktet Portunus och familjen simkrabbor. Inga underarter finns listade i Catalogue of Life.